# Ferenc Berkes (Schachspieler)
Ferenc Berkes (* 8. August 1985 in Baja) ist ein ungarischer Schachgroßmeister.
2001 wurde er Internationaler Meister, seit 2002 ist er Großmeister. Mit seiner bisher höchsten Elo-Zahl von 2706 im September 2011 lag er hinter Péter Lékó und Zoltán Almási auf dem dritten Platz der ungarischen und Platz 41 der FIDE-Rangliste.

## Einzelerfolge
Berkes wurde ungarischer U12- und U14-Meister. 2002 wurde er in Iraklio U18-Weltmeister. Bei der U20-Juniorenweltmeisterschaft 2005 in Istanbul belegt er hinter Şəhriyar Məmmədyarov den zweiten Platz.
Im Dezember 2001 gewann er ein First Saturday GM-Turnier in Budapest. Beim Moskauer Aeroflot Open im Februar 2004 blieb er nur einen halben Punkt hinter dem Gewinner Sergei Rublewski. Im April 2004 gewann er den Zalaegerszeg Grand Prix (Kategorie 13), im November 2006 den Tenkes Kupa in Harkány und im Dezember 2006 das 5. Subasic Memorial im bosnischen Zenica.
Ungarischer Einzelmeister wurde er 2004 und 2007 in Budapest, 2010 in Szeged, 2012 in Hévíz, 2013 in Gyula, 2014 und 2016 in Zalakaros sowie 2018 in Budapest.

## Nationalmannschaft
Bei den U18-Europameisterschaften 2001, 2002 und 2003, die in Balatonlelle am Balaton ausgetragen wurden, war er sehr erfolgreich. 2001, als die ungarische Nationalmannschaft den vierten Platz belegte, erhielt er eine Einzelgoldmedaille für sein Ergebnis von 5,5 aus 7 am ersten Brett. Auch 2002 wurde Ungarn Vierter und Berkes erhielt eine Einzelbronzemedaille für sein Ergebnis von 4,5 aus 7 am Spitzenbrett. 2003 gewann Ungarn das Turnier. Am ersten Brett erzielte er diesmal 6,5 aus 7 bei einer Elo-Performance von 2892. Beim Mitropa-Cup 2002 in Leipzig erhielt er mit der ungarischen Nationalmannschaft die Bronzemedaille und für sein Ergebnis von 7,5 aus 9 am zweiten Brett eine Einzelgoldmedaille (Elo-Performance 2740). Für die ungarische Nationalmannschaft nahm er an den Schacholympiaden 2004, 2006, 2008, 2010, 2012, 2016, 2018 und 2022 teil mit einem positiven Gesamtergebnis von 54,5 Punkten aus 81 Partien (+35 =39 −7, 67,3 %). Bei der Schacholympiade 2008 erhielt er eine individuelle Bronzemedaille für sein Ergebnis von 6,5 aus 9 am ersten Reservebrett. Berkes nahm außerdem an den Mannschaftseuropameisterschaften 2003, 2005, 2007, 2099, 2011 und 2015 teil, wobei er 2011 und 2015 mit der Mannschaft den dritten Platz erreichte.

## Vereinsmannschaften
Er spielte in der ungarischen (für ASE Paks), kroatischen, französischen (für den Club de Vandœuvre-Echecs), griechischen, spanischen (2014 für den Meister Mérida Patrimonio de la Humanidad und 2020 für Beniajan Duochess), türkischen, slowenischen (für den ŠK ZM Branik Maribor), slowakischen (für den 1.PŠK Aqua Rimavská Sobota) und serbischen (für den SK Spartak, mit dem er 2008 Mannschaftsmeister wurde) Mannschaftsmeisterschaft, sowie in der britischen Four Nations Chess League (4NCL) in der Saison 2005/06 für die Slough Sharks. In der bosnischen Premijer Liga spielte er 2007 und 2008 für den ŠK Bihać und seit 2011 für den ŠK Bosna Sarajevo. Mit Sarajevo gewann er 2011 in Neum die Mannschaftsmeisterschaft und nahm im selben Jahr am European Club Cup teil. In Österreich spielte er für den 1. Wiener Neustädter SV, in der höchsten österreichischen Liga, der Schachbundesliga, zuletzt in der Saison 2003/04. In Deutschland spielte er in der Saison 2003/04 am Spitzenbrett des Preetzer TSV in der 2. Bundesliga Nord. Von der Saison 2007/08 bis zur Saison 2013/14 spielte er in der deutschen 1. Bundesliga beim Schachclub Eppingen. In der Saison 2008/09 hatte er in der deutschen Schachbundesliga mit 8,5 Punkten aus 10 Partien bei einer Elo-Leistung von 2848 die beste Performance aller teilnehmenden Spieler. Die dänische Skakligaen gewann Berkes in der Saison 2019/20 für das Team Xtracon Køge. In der polnischen Ekstraliga spielt er für KSz Hetman Płock.